# INSネット

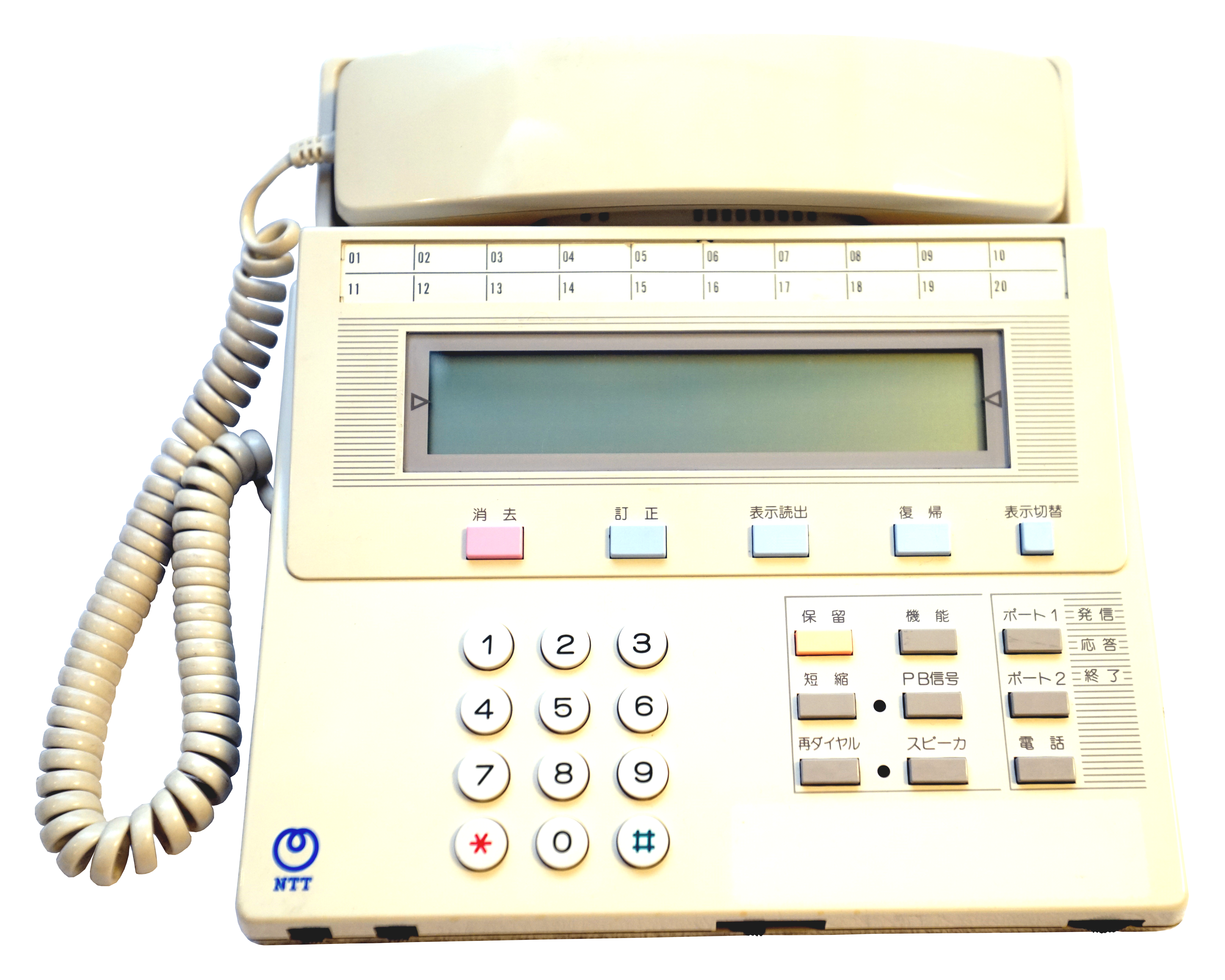
日本電信電話・ネットメイトD64 仕20078号2版。NTTがINSネット（ISDN）回線のために初めて製造販売した、ISDN専用電話機 兼 ターミナルアダプタ。

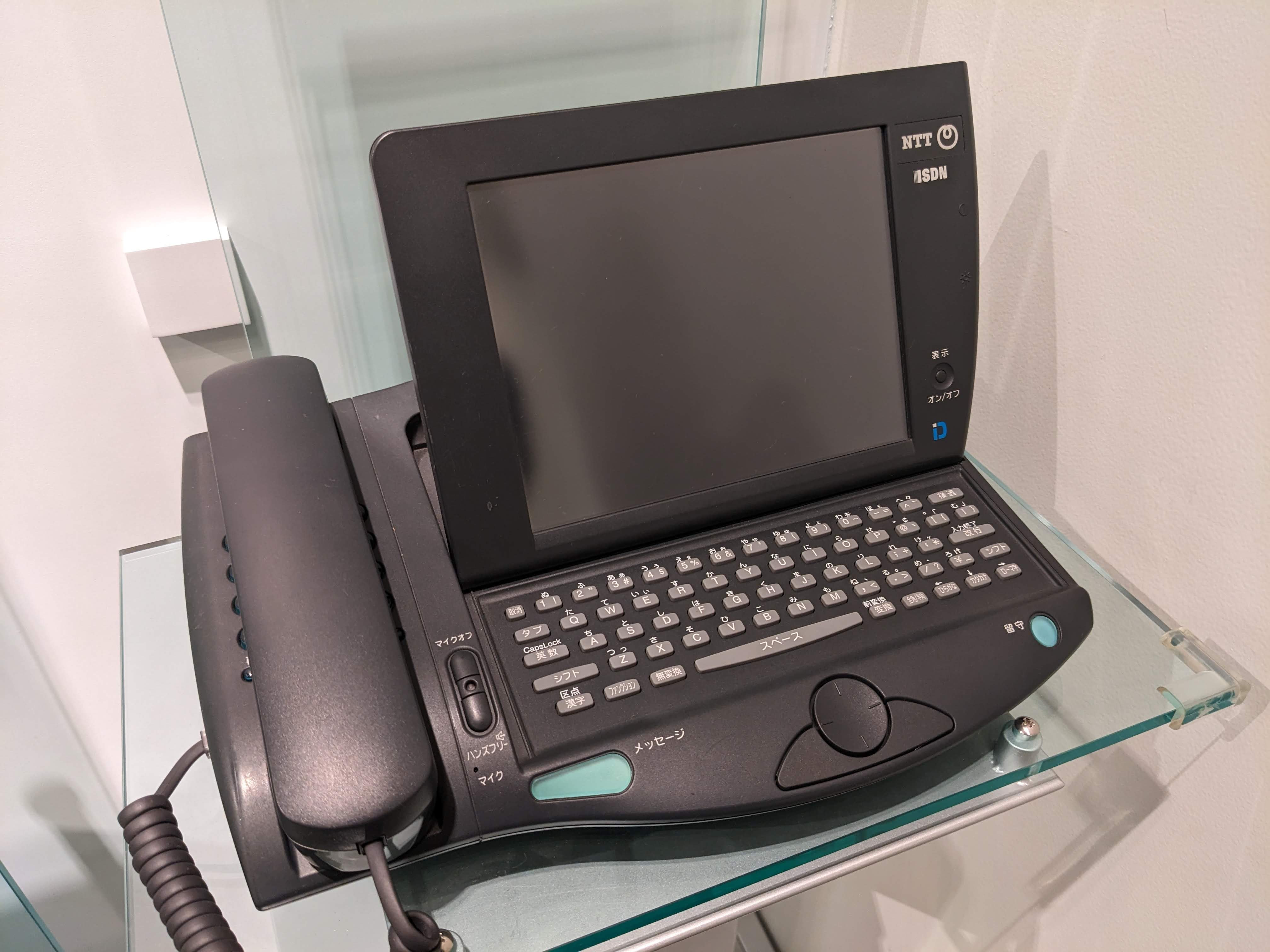
INSネット64に対応したマルチメディア電話機「telesse」。Webや電子メールの閲覧が可能であった。

INSネット（アイエヌエス ネット）は、日本のNTT（NTT東日本およびNTT西日本）が提供する電気通信サービスの登録商標である。
国際的にはISDNと呼ばれる技術規格を採用しており、2本のBチャネル（=64kbps×2）と、1本のDチャネル（16kbps）を電話用の2本の銅線で重層伝送する「INSネット64」（2B1D、ISDNにおけるBasic Rate Interface）と、23本のBチャネル（=64kbps×23）と、1本のDチャネル（64kbps）を1本の光ファイバーで伝送する「INSネット1500」（23B1D、同Primary Rate Interface）の2つのメニューがある。
2024年8月31日に新規受付を終了し、2028年12月31日をもって全サービス終了予定。

## 電話番号
かつてはINS回線と通常のアナログ加入電話回線では加入者線が収容される交換機が異なるために、移行時には必ず電話番号が変更となった。
アナログ回線からINS回線への変更時に同番移行が全国で可能になったのは1997年4月末のことである。この後もINSからアナログへの同番移行はアナログ→INS同番移行を行なった回線をアナログ回線に戻すときのみ可能であったが、2002年9月2日に全回線で可能となった。

## 歴史

### サービス開始

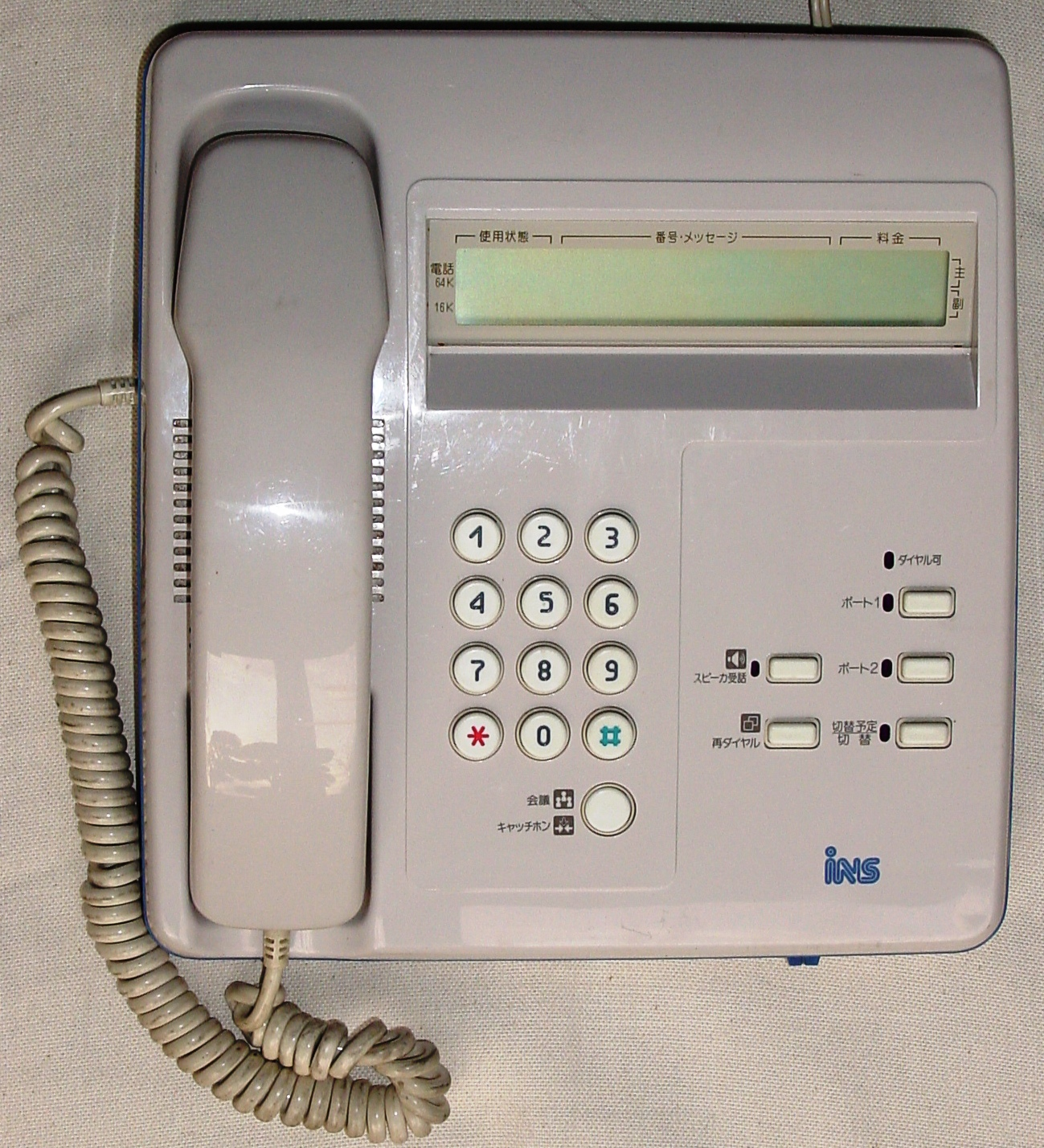
三鷹市・武蔵野市でISDNの実用化試験で使われていたDM1021形電話機 特仕7988号2版 Yインタフェース回線のISDN回線で動作する為、現在のISDN回線では利用することはできない。

旧日本電信電話公社によって1970年代から独自の研究が行われていた。高度情報通信システム（INS=Information Network System）と呼ばれ1984年、三鷹市・武蔵野市で現在のものと互換性のないYインタフェースで実用化試験が行われた。ちなみにYインタフェースでのINS（ISDN）回線は回線構成が1B+1Dで通話と同時にFAXの送受信が行えないなど不便があったため、デジタルで通信を行う以外は旧来の電話と機能に変化が無いため現行のIインタフェースのISDN回線では回線構成が2B+Dになったらしい。
1988年4月19日に旧NTTによって「INSネット64」「INSネット1500」の商標でIインタフェースによる商用サービスが開始され、1999年のNTT再編後はNTT東日本・西日本から提供されている。大阪市中央区淡路町にあるNTTのビルには「明日への通信 INS発祥の地 昭和63年4月」の石碑がある。また、2000年代に入り他の電気通信事業者のサービスも開始された。
登場当初はバーチャルコール方式パケット通信（INS-P：INS-Packet switching service）による、大型コンピュータなどのパケット通信網（DDX-P：Digital Data eXchange Packet switching service）へのアクセスなどから利用された。間欠送信であるアメダス・クレジットカードの信用照会（CAFIS）などに、パケット通信特有のデータ量による課金体系であることを生かして使用された。
また「INSネット1500」1回線で23本の回線が取れることを生かして、インターネットサービスプロバイダのダイヤルアップ接続用アクセスポイントの拡充に使用された。

### 普及

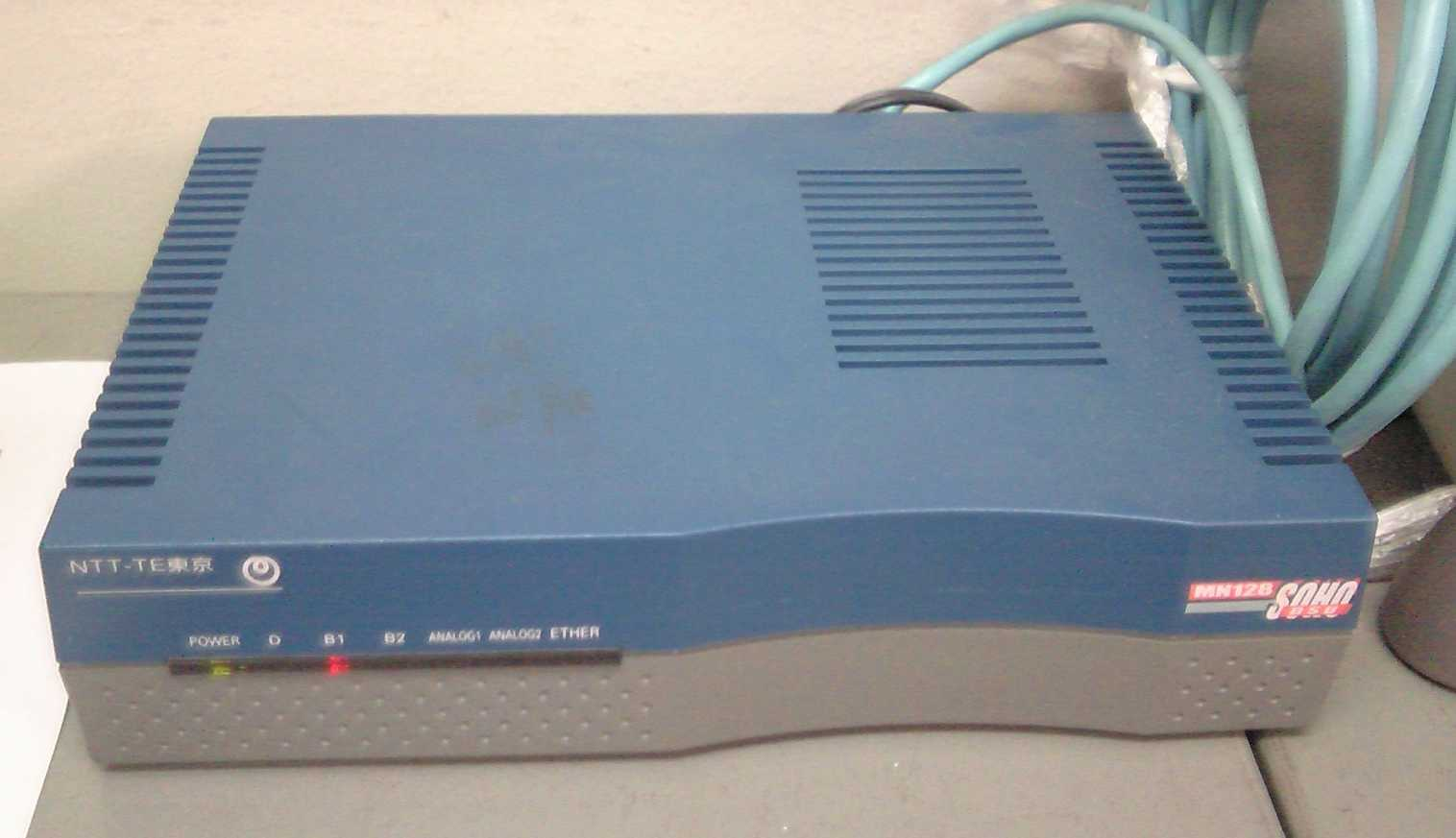
NTT-MEのMN128 SOHO

1995年12月に、低価格のターミナルアダプタ「MN128」（NTT-TE東京（現：NTT-ME）とビー・ユー・ジーの共同開発）が発売されたことが引き金となり、翌1996年に入るとNECやオムロンなどから低価格のターミナルアダプタの発売が相次ぎ価格が急速に低下。さらに深夜時間帯の市内・隣接地区の特定番号への通話が定額となる「テレホーダイ」サービスの開始もあり、それに伴いインターネットへのダイヤルアップ接続用途で個人や中小企業向けに一気に普及した。
また企業では構内交換機が比較的高価になるが「INSネット1500」1回線で23本、「INSネット64」1回線で2本の電話回線が取れることからアナログ電話回線を多数引き込むよりも電話加入権（施設設置負担金）や毎月の回線使用料（基本料金）が安くなるため、多数の外線電話を束ねる用途でも普及した。

### 契約数減少
2000年12月8日に1,000万回線を超えた契約数が、2021年度末に160万回線まで減少。
大企業では、1990年代の公衆網と専用線との接続の自由化による外線本数の減少・交換設備の維持費の問題や料金の安いIPセントレックスの普及によって非常用通信の確保のための最低限の回線以外が解約されるようになった。i・ナンバー、ダイヤルインで電話・FAXそれぞれに番号を与えて1つのISDN回線で兼用していた中小事業所では、複数回線対応の0AB-J番号のプライマリIP電話への置き換えが進んでいる。
銅線の加入者線で高速・常時接続・定額料金のインターネット接続の可能なADSLが、2000年代に入るころから普及しはじめ、加入者線の共用が出来るアナログ電話回線に戻したりCATV・FTTH（光回線）も含めたブロードバンドインターネット接続によるIP電話への移行が増加し減少している。
またプロバイダにおいても前述のブロードバンドインターネット接続の普及によってダイヤルアップ接続用のアクセスポイント回線がナビダイヤルを使った全国共通番号回線などの形に移行されて縮減されており、通信事業用のISDN加入も減少傾向にある。
2024年1月から段階的にデータ通信のディジタルモードは終了となった。同年8月31日にINSネット関連サービスの新規受付を終了し、2028年12月31日をもって全てのサービスが終了予定である。

## PSTNマイグレーションに伴うサービス変更

### 概略と経緯
INSネット64・INSネット64ライト・INSネット1500は、2024年1月にメタルIP電話へ自動移行しNGNマイグレーションが行われた。契約手続き・加入者宅内工事不要で、DSU・ターミナルアダプタ・電話機などはそのままで利用可能である。ただしごく一部の端末設備は互換性の問題から改修を要する場合もある。
電話機・G3FAX等の回線交換通話モードは、継続して利用可能である。パケット通信モード（INS-P）は当面サービス継続となる。
INSネットとは直接関係無くサービス提供終了されるものとしては、付加サービスでは、短縮ダイヤル、キャッチホン・ディスプレイ、ナンバー・アナウンス、でんわばん、発着信専用、二重番号、トリオホン、なりわけ、が終了対象である。ビル電話はIP電話のグループ内通話定額、着信用電話・発着信専用は構内交換機の機能で置き換えが必要である。
INSネット64・INSネット64ライト・INSネット1500は、2024年8月31日新規申込受付終了・2028年12月31日サービス提供終了することが、2024年3月7日に発表された。INS-P・切替後のINSネット上のデータ通信（補完策）・利用再開および移転の申込受付も、同様の扱いとなる。

### ディジタル通信モード提供終了
回線交換「ディジタル通信モード」は2024年1月以降サービス提供終了となる。これを機にインフラ施設の廃止を前倒しする例も現れた。
2024年から2027年頃までを目途として、「切替後のINSネット上のデータ通信」（仮称。旧称「メタルIP電話上のデータ通信」）が、ディジタル通信モードの補完策として提供される。しかし、新ノード（NS-8000）の加入者ISDN電話回線収容装置をIP変換アダプタで変換して中継IPルーターに接続するものであり、通信速度等の品質の低下が避けられず、互換性に問題が生じる可能性がある。ほか、NTTでは実機による検証環境を提供している。

### 切替後のINSネット上のデータ通信
前述の通り、「ディジタル通信モード」は2024年1月以降サービス提供終了となる。ディジタル通信モードは「オールIP対応端末」または、「変換アダプタ接続でISDN専用端末を使用」へ移行することが提案されている。
2011年6月にはISDNからの乗り換え向けに安価なプランの「フレッツ 光ライト」が開始された。NTT東西のサービスであるINSネット64では2チャネルの同時通話が可能であるため、追加番号サービスと合わせて電話回線2本分の代わりとして、電話用とFAX用などとして小規模事業所などが活用しており、これらをひかり電話に移行させるには料金面でINSネット64の事務所向け料金よりも低廉なサービスを提供する必要があったためである。2012年5月にはISDN専用電話機等をひかり電話で使えるようにするNetcommunity VG230iも販売開始された。2018年10月より、INSネットの廃止の申し込みにあわせてフレッツ光を申し込むと初期費用が割引されるようになった。
2018年11月30日をもって「フレッツ光」提供エリアにおいてフレッツ・ISDNの新規受付を終了した。

### INSネットディジタル通信モードの代替事例
下記はレガシーシステムの通信部分の代替策の事例である。前述の「切替後のINSネット上のデータ通信」において品質上や性能仕様上の問題が生じる場合、ケースによってはシステム全体の更改を必要とする場合もある。
| 用途                        | 代替策                                        | 備考                                                                      |
| --------------------------- | --------------------------------------------- | ------------------------------------------------------------------------- |
| POS                         | IP-VPN IPsec+IKE 代替モバイルサービス         |                                                                           |
| CCT                         | IP-VPN IPsec+IKE 代替モバイルサービス         |                                                                           |
| 機械警備                    | 代替モバイルサービス                          |                                                                           |
| ラジオ放送                  | 固定拠点間はFTTH その他は無線アクセス         | 屋内外からの番組中継 他のラジオ局への番組素材配信 本社⇔送信所間の音声通信 |
| EB                          | インターネットバンキング 代替モバイルサービス |                                                                           |
| EDI                         | インターネットEDI 代替モバイルサービス        |                                                                           |
| エレベーター監視 建築物管理 | 代替モバイルサービス                          |                                                                           |
| G4ファクシミリ              | G3規格にも対応した機器でG3で通信可能          |                                                                           |
| ATM                         | IP-VPN 無線アクセス 代替モバイルサービス      | 専用線途絶時に使用                                                        |
| 企業内WAN                   | IP-VPN 無線アクセス                           | 専用線途絶時に使用                                                        |
| レセプト コンピュータ       | IP-VPN IPsec+IKE 代替モバイルサービス         |                                                                           |

携帯電話回線によりINSネット互換のサービスを提供する場合もある。ただし無線であることから、耐障害性、システムトラブルや停電、災害などへの抗堪性はNTT提供のものとは異なる。
- 出典：「終了するISDNデータ通信に替わる回線サービス、日立ソリューションズ西日本が金融機関向けに提供」『INTERNET Watch』2022年8月17日。

### NTTグループ以外の状況
電力系通信事業者ではINSネットに相当する品目を10社中、沖縄通信ネットワーク（OTNet）を除く9社が導入した。北海道総合通信網が2006年9月30日・東北インテリジェント通信が2010年4月・北陸通信ネットワークが2004年5月26日・中部テレコミュニケーションが2015年9月30日・エネルギア・コミュニケーションズが2011年3月・STNetが2011年3月31日・九州通信ネットワークが2013年12月20日にサービス終了した。0AB-J IP電話を提供していない北海道総合通信網・北陸通信ネットワークが、総務省から割り当てられた市内局番を返上している。
KDDIでは、ドライカッパを用いた「メタルプラス電話」や、パワードコム→フュージョン・コミュニケーションズから引き継いだ「ダイレクトライン」（旧：東京電話ビジネスダイレクト）などのサービスでINSネットに相当する品目を提供していたが、メタルプラス電話は2016年6月30日、ダイレクトラインは2015年9月30日にそれぞれサービスを終了した。
このほか日本テレコムや平成電電もINSネット相当のサービスを2005年時点で提供していたが、これらも2020年現在は既にサービスを終了している。